# Rio Baia (Fleț)
O Rio Baia é um rio da Romênia afluente do rio Fleţ, localizado no distrito de Mureş.